# 히라노구 모녀 살인 사건
히라노구 모녀 살인 사건(일본어: 平野区母娘殺害事件)은 2011년 6월 24일 일본 오사카부 오사카시 히라노구의 한 아파트에서 재일 한국인 모녀가 피살된 사건이다.
2011년 6월 26일, 대한민국 외교통상부는 일본 경찰에 공정하고 신속한 수사를 해달라고 요청했다.
2011년 7월 8일, 경찰은 딸의 전 동료이자 교제 상대였던 조선적 남성(당시 35세)을 살인 혐의로 체포했다.